# Utricularia catolesensis
Utricularia catolesensis este o specie de plante carnivore din genul Utricularia, familia Lentibulariaceae, ordinul Lamiales, descrisă de G.L.Campos. Conform Catalogue of Life specia Utricularia catolesensis nu are subspecii cunoscute.